# 鈴木梨央
鈴木 梨央（すずき りお、2005年〈平成17年〉2月10日 - ）は、日本の女優、声優、タレント、歌手。
埼玉県出身。ジョビィキッズプロダクション所属。所属レーベルはavex trax。

## 経歴
2010年、5歳の時から芸能活動を開始。芸能活動を始めたきっかけは、テレビドラマ『Mother』を観て「芦田愛菜ちゃんみたいになりたい」と思い、芦田の所属するジョビィキッズプロダクションのオーディションを受けたことである。2012年、テレビドラマ『カエルの王女さま』で子役としてデビューする。
2013年1月、NHK大河ドラマ『八重の桜』に出演し、綾瀬はるか演じる主人公・八重の幼少期を演じて注目を集める。同年4月、NHKの東日本大震災復興応援プロジェクト「NHK東日本大震災プロジェクト」のテーマ曲『親と子の「花は咲く」』でavex traxより歌手デビュー。同年7月には『Mother』と同スタッフ制作による水曜ドラマ『Woman』で満島ひかりの娘役を好演し、注目の子役として脚光を浴びる。翌2014年1月には芦田愛菜主演の『明日、ママがいない』に出演、人気子役同士のドラマ初共演が話題を呼ぶ。同年9月には、初めて自分の著書『鈴木梨央のおしゃれアレンジBOOK』を出版した。
また、2014年よりKDDI「auスマートバリュー」のCMにおとくちゃん役で出演、翌2015年からは大塚製薬『ポカリスエット』のCMに子役として初めて起用され吉田羊と母娘役を演じ、話題を集めている。
2015年1月には『お兄ちゃん、ガチャ』で連続ドラマ初主演。同年9月28日より放送のNHK連続テレビ小説『あさが来た』では波瑠演じるヒロイン・あさの幼少期を演じ、大河ドラマ（『八重の桜』）と朝ドラ（『あさが来た』）の両方で主人公の子供時代を演じ、「あさが来た」の後半にはヒロインの長女・白岡千代役で再起用された。なお、2019年現在、大河、朝ドラでヒロインの子供時代を演じた後、ヒロインの娘役で再登場した唯一の子役である。
2015年11月公開の劇場アニメ『リトルプリンス 星の王子さまと私』ではアニメ声優に初挑戦。同作が特別招待作品としてワールドプレミア上映された同年5月の第68回カンヌ国際映画祭では、世界各国の声優が一同に集結する中で日本語吹き替え版の声優として振袖姿でレッドカーペットを歩き、日本人最年少の主演女優としてカンヌデビューを果たしている。
2016年11月、2枚目となるシングル『かあかあカラスの勘三郎/Danceしない?』を発売。単独名義として初のシングルとなる。
2019年3月公開の映画『こどもしょくどう』で映画初主演を務めた。

## 人物
- 家族構成は父・母・姉の4人家族で、二人姉妹の次女にあたる。キラという名前のトイプードルの愛犬を飼っている[8]。
- 母親がフィギュアスケート選手の浅田真央のファンで、浅田の名前からインスピレーションを受けた（鈴木曰く「ビビッときた」）ことから、「梨央」と名付けられたという[8][24]。
- 芸能活動を始めるきっかけとなった芦田愛菜とは2012年（平成24年）の『芦田愛菜 ファースト コンサート 〜ウィンターワンダーランド〜』でバックダンサーの1人として初共演[10]したのに続き、2014年（平成26年）の『明日、ママがいない』でドラマ初共演を果たした。本人は、「憧れの愛菜ちゃんと一緒なので、本当に夢みたいで、わくわくしています。本当にうれしいです」と喜びを語った[25]。
- 台詞を覚える際、最初は一人で集中して覚えて、覚えたら母親に相手役をしてもらっているとのこと。難しい台詞や方言などはリズムを付けて覚えると、あとで普通に戻してもスラスラ台詞が出てくるとのこと[8]。『あさが来た』ではオーディション時から京言葉が完璧で、「こんな音感の良い子は珍しい」と方言指導の先生を驚かせた[17]。
- 憧れの女優は『Woman』で共演した満島ひかり、田中裕子、『八重の桜』などで共演した綾瀬はるか[8]。
- 好きなアーティストはmiwa、西野カナ、絢香[8]。
- 好きな科目は算数と音楽。理由は、「算数は、教わった通りに解くとパパパッと答えが出るのが楽しいから」[8]。
- 好きな色はブルー[8]。
- 好きなスイーツはバニラ味のアイスクリーム[8]。
- ギターを弾くのが好きで、2014年（平成26年）から習い始めている。好きな歌手である絢香の『三日月』が弾けるようになったという[8]。大塚製薬『ポカリスエット』のCMではウクレレの演奏を披露している[26]。
- 左利きである[8]が、2019年（令和元年）7月3日のプロ野球DeNA対阪神戦（横浜スタジアム）で始球式をした際には右で投げている。また、『八重の桜』では、八重が右利きだとわかると、母の留守中にしつけ箸（指を入れる箸）を使ってボーロを皿に移し替える特訓を重ね、収録では絵画、食事、鉄砲を構えるシーンにおいてすべて自然な右利きを披露する努力家の一面を見せた[10]。『あさが来た』や『八重の桜』と同じく成長後を綾瀬はるかが演じている『わたしを離さないで』においても同様に右手を使っている。幼少期のみを演じる場合には大人の役者に合わせ右手を使う一方で『37.5℃の涙』では原作の漫画は朝比奈小春が右利きであるが左手を使っていた。

## 受賞歴
- 第11回 ドラマ・オブ・ザ・イヤー2014 新人女優賞[27]

## 出演

### テレビドラマ
- カエルの王女さま（2012年4月12日 - 6月21日、フジテレビ） - 皆川リコ 役
- 大河ドラマ 八重の桜 第1回・第2回（2013年1月6日・13日、NHK総合） - 山本八重（幼少期） 役[9]
- Woman（2013年7月3日 - 9月11日、日本テレビ） - 青柳望海 役[13][28]
- 金田一耕助VS明智小五郎（2013年9月23日、フジテレビ） - 正木玉緒 役[29]
  - 金田一耕助VS明智小五郎ふたたび（2014年9月29日）
- よろず占い処 陰陽屋へようこそ 第1話（2013年10月8日、関西テレビ） - 里見由実香 役[30]
- 明日、ママがいない（2014年1月15日 - 3月12日、日本テレビ） - ドンキ / 川島（渡辺）真紀 役[14][31][32]
- ホワイト・ラボ〜警視庁特別科学捜査班〜 第5話（2014年5月12日、TBS） - 華村美雪 役[33]
- 最強のオンナ（2014年10月5日、毎日放送） - 桐原麻衣 役[34]
- お兄ちゃん、ガチャ（2015年1月10日 - 3月28日、日本テレビ） - 主演・雫石ミコ 役[16][35][36]
- 世にも奇妙な物語 25周年スペシャル・春 〜人気マンガ家競演編〜「面」（2015年4月11日、フジテレビ） - 主演・岡本未来 役[37]
- ドS刑事 第4話（2015年5月2日、日本テレビ） - 真島マヤ 役[38]
- 37.5℃の涙（2015年7月9日 - 9月17日、TBS） - 朝比奈小春 役[39]
- 連続テレビ小説 あさが来た（2015年9月28日 - 10月・2016年1月、NHK総合） - 今井あさ（幼少期）/ 白岡千代（幼少期）役[40][41]
- わたしを離さないで（2016年1月15日・22日・3月4日、TBS） - 保科恭子（幼少期）/ 少女 役[42][43]
- 最後の贈り物（2016年5月3日、NHK総合） - 藤木沙奈（幼少期） 役[44]
- 遺産相続弁護士 柿崎真一 最終話（2016年9月22日、読売テレビ） - 柿崎みなみ 役[45]
- ダメ父ちゃん、ヒーローになる!崖っぷち!人情広告マン奮闘記（2016年12月29日、テレビ東京） - 石原早苗 役[46]
- 愛を乞うひと（2017年1月11日、読売テレビ・日本テレビ） - 陳照恵（10歳時） 役[47]
- 精霊の守り人II 悲しき破壊神（2017年1月21日 - 3月25日、NHK総合） - アスラ 役[48]
  - 精霊の守り人 最終章（2017年11月25日 - 2018年1月27日）
- 全力失踪（2017年9月3日 - 10月22日、NHK BSプレミアム） - 磯山ななみ 役[49]
- 水戸黄門 第7話（2017年11月15日、BS-TBS）- 鶴姫 役[50]
- DOCTORS〜最強の名医〜 新春スペシャル2018（2018年1月4日、テレビ朝日） - 折原美都 役[51]
- オー・マイ・ジャンプ! 〜少年ジャンプが地球を救う〜 最終話（2018年3月23日、テレビ東京） - AI 役[52]
- 崖っぷちホテル! 第1話（2018年4月15日、日本テレビ） - 笹川奈菜美 役[53]
- 月曜名作劇場 新・浅見光彦シリーズ5（2019年1月7日、TBS） - 保田香菜 役
- 大岡越前5 第2話（2020年1月17日、NHK BSプレミアム） - おけい 役
- 未満警察 ミッドナイトランナー 第1話・最終話（2020年6月27日・9月5日、日本テレビ） - 平山みく 役
- 青のSP―学校内警察・嶋田隆平―（2021年1月12日 - 3月16日、関西テレビ・フジテレビ） - 尾崎香澄 役[54]
- ひきこもり先生（2021年6月12日 - 7月10日、NHK総合） - 堀田奈々 役[55][56]
- 命のバトン〜赤ちゃん縁組がつなぐ絆〜（2021年11月18日、NHK BS1） - 主演・桜田結 役[57][58]
- リエゾン -こどものこころ診療所- 第4話（2023年2月10日、テレビ朝日） - しずく 役[59]

### 映画
- ひまわりと子犬の7日間（2013年3月16日、松竹）
- 映画 ST 赤と白の捜査ファイル（2015年1月10日、東宝） - 堂島椿 役
- 僕だけがいない街（2016年3月19日、ワーナー・ブラザース映画） - 雛月加代 役[60][61]
- HiGH&LOWシリーズ（松竹） - エリ 役
  - HiGH&LOW THE MOVIE 2 / END OF SKY（2017年8月19日）
  - HiGH&LOW THE MOVIE 3 / FINAL MISSION（2017年11月11日）
- ナミヤ雑貨店の奇蹟（2017年9月23日、KADOKAWA / 松竹） - セリ（幼少期） 役[62][63]
- こどもしょくどう（2019年3月23日、パル企画） - 主演・木下ミチル 役[23]
- 最高の人生の見つけ方（2019年10月11日、ワーナー・ブラザース映画）- 神崎真梨恵 役
- カミノフデ 〜怪獣たちのいる島〜（2024年7月26日、ユナイテッドエンタテインメント） - 主演・時宮朱莉 役[64][65]

### 吹き替え
- ワールド・ウォーZ（2013年8月10日、東宝東和） - レイチェル・レイン 役[66]
- リトルプリンス 星の王子さまと私（2015年11月21日、ワーナー・ブラザース） - 主演・女の子 役〈声：マッケンジー・フォイ〉[67][68]
- LOGAN/ローガン（2017年6月1日、20世紀フォックス） - ローラ 役〈ダフネ・キーン〉[69][70]
- ホーム・アローン3（2019年12月6日、日本テレビにて放映） - モリー・プルイット 役〈スカーレット・ヨハンソン〉[71]
- ミルドレッドの魔女学校シリーズ（2020年1月10日 - 4月3日、NHK Eテレ） - 主演・ミルドレッド・ハブル 役〈ベラ・ラムジー〉
  - 第1シーズン（2020年1月10日 - 4月3日）
  - 第2シーズン（2020年10月30日 - 2021年1月29日）
  - 第3シーズン（2022年2月4日 -2022年5月1日）[72]
- デッドプール&ウルヴァリン（2024年7月24日、ウォルト・ディズニー・スタジオ・モーション・ピクチャーズ） - ローラ / X-23 役〈ダフネ・キーン〉[73]
- モアナと伝説の海2（2024年12月6日公開予定、ウォルト・ディズニー・ジャパン） - ロト 役〈ローズ・マタフェオ〉[74]

### 劇場アニメ
- ちいさな英雄-カニとタマゴと透明人間-「カニーニとカニーノ」（2018年8月24日、東宝） - 主演・カニーノ 役[75][76]
- 映画 おしりたんてい スフーレ島のひみつ（2021年8月13日公開、東映） - 町娘ルル 役[77]
- 屋根裏のラジャー（2023年12月15日公開、東宝） - ヒロイン・アマンダ 役[78]

### テレビアニメ
- どろろ（2019年1月7日 - 6月24日、TOKYO MX 他） - 主演・どろろ 役[79][80]
- 遊☆戯☆王SEVENS（2020年6月20日 - 2022年3月27日、テレビ東京） - 安立ミミ 役[81]、アドバイザーM 役
- 遊☆戯☆王ゴーラッシュ!!（2022年5月15日 - 、テレビ東京） - 安立マニャ 役、足立ミミ役

### ゲーム
- 遊戯王 デュエルリンクス（2023年10月3日）安立ミミ 役

### ラジオドラマ
- 青春アドベンチャー さよなら、田中さん（2018年7月2日 - 6日、NHK-FM） - 主演・田中花実 役[82]
- FMシアター ｉ²－アイノジジョウ（2021年10月16日、NHK-FM） - 主演・春香 役[83]
- 青春アドベンチャー 滅びの前のシャングリラ（2022年9月19日 - 30日、NHK-FM） - ヒロイン・雪絵 役[84]

### 舞台
- 奇跡の人（2019年4月13日 - 29日、東京 / 地方） - ヘレン・ケラー 役[85]
- ミュージカル『るろうに剣心 京都編』（2022年5月17日 - 6月24日、IHIステージアラウンド東京） - 巻町操 役[86][注 3]
- ミュージカル『ダーウィン・ヤング 悪の起源』（2023年6月7日 - 25日、シアタークリエ / 6月30日 - 7月2日、兵庫県立芸術文化センター 阪急中ホール） - ルミ・ハンター 役[88]
- 新生!熱血ブラバン少女。（2024年4月6日 - 21日、博多座 / 4月26日 - 28日、新歌舞伎座）[89][90]
- みんなのご機嫌よかれが肝心かなめ（2024年5月29日 - 6月2日、座・高円寺1）[91]
- ミュージカル『ピーター・パン』（2024年7月24日 - 8月2日、東京国際フォーラム ホールC） - ウェンディ 役[92]

### CM
- JA共済（2012年）
- タカラトミー
  - 『ケータイわんこ おせわプラス』（2013年）[93]
- ジャパンゲートウェイ『DIFRESCA』
  - 「登場 篇」（2013年）
  - 「ディフレスカ 60秒 篇」（2013年）
  - 「ローヤルゼリーエキス＆ハチミツ 篇」（2013年）
  - 「ディフレスカ シルクエキス 篇」（2013年）
- KDDI[注 4]「auスマートバリュー」 - おとくちゃん 役
  - 「おとくちゃん 篇」（2014年2月 - 5月）
  - 「おとくちゃん2話 篇」（2014年6月 - ）
  - 「お宅訪問 篇」（2014年10月 - ）
  - 「おとく三姉妹 ご当地」篇（2015年7月 - ）
- KDDI「au WALLET」 - おとくちゃん 役
  - 「おとくな店の地図」篇（2015年7月 - ）
- KDDI「auシニアスマホ」 - おとくちゃん 役
  - 「二人の悩み」篇（2015年8月 - ）
- トヨタ自動車『ノア』 - ジャイ子の娘 役
  - 「のび太とジャイ子の娘 篇」（2014年8月 - ）[94]
- 大塚製薬『ポカリスエット』
  - 「冬の乾燥」篇（「洗たくもの」「加湿器」篇）（2015年1月 - 3月）
  - 「春の乾燥」篇（「サクラ」「パジャマ」篇）（2015年3月）
  - 「夏の親子」篇（「親子でキャンディーズ」「親子で風呂掃除」篇）（2015年6月 - ）[95]
  - 「スルメ」「枯葉」篇（2015年12月 - ）
  - 「マラソンとかけて」「乾燥に注意」篇（2016年1月 - ）
  - 「こわいこわいは熱中症」「水色の車とウクレレ」「ウクレレ（たべなきゃ）」篇（2016年5月 - ）[26]
  - シリーズ第6弾『冬の乾燥にポカリスエット』（さよならなんて云えないよ）
    - 「ふたりでゼリーを」篇（2016年11月 - ）『ポカリ、たべなきゃ。』
    - 「冬はつらいよ」篇（2016年11月 - ）
    - 「ふたりでナイスキャッチ」篇（2016年12月 - ）
    - 「ふたりで窓ふきを」篇（2016年12月 - ）
    - 「木枯らしに抱かれて」篇（2016年12月 - ）

  - 「カモメとポカリ音頭」「カモメと夏がきたならボサノバ」篇（2017年5月 - ）
  - 「カモメと電信柱」「なつやすみのジェリー」篇（2017年6月 - ）
  - 「もしもあなたが」「楽器やさんの前で」「練習中のふたり」篇（2017年11月 - ）
  - 「気をつけてお嬢さん」篇（2018年6月9日 - ）[96]
  - 「母娘の揺れる想い」「プールでテニス」「真夏のカーリング」「恋のささやき」篇（2019年6月8日 - ）
  - 「ジェスチャーいきます」「あったかいね。おいしいね。」篇（2022年1月8日 - ）[97]
  - 「ふたりで金魚すくい」篇・「ふたりで海に行く」篇・「ふたりでつめたーく」篇（2022年6月4日 - ）[98]
  - 「日傘のひと」篇・「じっとしてて」篇・「それは暑さのせい踊り」篇・「ゼリー三人娘」（2023年6月3日 - ）[99]
  - 「風船が飛んでった。」篇・「おしくらまんじゅう」篇（2023年12月21日 - ）[100]
  - 「犬のさんぽ」篇・「夏の空気入れ」篇・「ブンブンとってくださいね」篇・「野球観戦」篇（2024年6月8日 - ）[101]
  - 「母踊る、娘うたう」篇・「ふたりでハワイ語」篇（2025年6月7日 - ）[102]
- ライオン『ルック おふろの防カビくん煙剤』
  - 「銀イオン姉妹」篇（2015年5月 - ）
  - 「ルック防カビ 解放宣言」篇（2016年11月 - ）[103]
- 味の素『コンソメ』
  - 「千切りキャベツのスープ野菜」篇（2015年9月 - ）
  - 「夏がいっぱいスープ野菜」篇（2016年5月 - ）
- スカパー!
  - 「妻登場」篇（2018年10月 - ）
  - 「娘登場」篇（2018年10月 - ）
  - 「妻と娘」篇（2018年10月 - ）
  - 「平成一挙放送」篇（2018年12月）
  - 「さだまさしライブ」篇（2018年12月）
  - 「今年のうちに」篇（2018年12月）
  - 「機動戦士ガンダム一挙放送」篇（2018年12月）
  - 「新年だし」篇（2019年1月）

## 書籍
- 鈴木梨央のおしゃれアレンジBOOK（2014年9月23日、ワニブックス）ISBN 978-4-8470-9270-1

## ディスコグラフィ

### シングル
|     | 発売日         | タイトル                            | 販売生産番号                             | 最高位 |
| --- | -------------- | ----------------------------------- | ---------------------------------------- | ------ |
| 1st | 2013年4月17日  | 親と子の「花は咲く」                | AVCD-48225                               | 119位  |
| 2nd | 2016年11月23日 | かあかあカラスの勘三郎/Danceしない? | AVCD-83715/B（CD＋DVD） AVCD-83716（CD） | 62位   |

### タイアップ
| タイトル               | タイアップ先                                 |
| ---------------------- | -------------------------------------------- |
| かあかあカラスの勘三郎 | NHK『みんなのうた』2016年10月 - 11月期のうた |
| 揺れる想い             | ポカリスエットCMソング                       |
| 木枯しに抱かれて       | ポカリスエットCMソング                       |
| 優しいあの子           | ポカリスエットCMソング                       |
| 君に、胸キュン。       | ポカリスエットCMソング                       |
| カントリー・ロード     | ポカリスエットCMソング                       |
| 常夏娘                 | ポカリスエットCMソング                       |
| ひとつだけ             | ポカリスエットCMソング                       |
| 瞳を閉じて             | ポカリスエットCMソング                       |
| サーフ天国、スキー天国 | ポカリスエットCMソング                       |
| Slow & Easy            | ポカリスエットCMソング                       |